# Список округов Юты
Штат Юта включает в себя 29 округов. По данным за 2010 год население штата составляет 2 763 885 человека, таким образом, средняя численность населения в округе составляет 95 306 человек. Площадь штата Юта составляет 219 882 км², средняя площадь округа составляет 7582 км², и средняя плотность населения — 12,6 чел./км². Наиболее населённым округом является Солт-Лейк, на его территории находится столица штата — Солт-Лейк-Сити. Самым большим округом по площади является Сан-Хуан, самым маленьким — Морган.
Территория будущего штата Юта отошла США в 1848 году после американо-мексиканской войны. Первые европейские поселенцы территории организовали семь округов (Дейвис, Айрон, Санпит, Туэле, Юта и Уибер) около Большого Солёного озера в непризнанном штате Дезерет. Территория Юта была создана в 1851 году, она включала в себя части современных штатов Невада и Колорадо. Первая территориальная легислатура собралась в 1851—1852 годах. Она закрепила юридический статус уже организованных округов, а также постановила создание ещё трёх (Джуэб, Миллард и Вашингтон). Все остальные округа, кроме двух, были созданы в 1854—1894 годах по решению легислатуры. Границы округов часто менялись, часть территорий отошла штатам Невада, Колорадо и Айдахо. Современные границы штата Юта были утверждены в 1868 году, а в 1896 году Юта была включена в состав США. Создание округов после 1913 года происходило посредством выборов и объявления губернатором.
В 1923 году была создана Ассоциация округов Юты для организации эффективного управления и межокружных взаимоотношений в штате. Согласно их классификации в штате выделяют шесть классов округов: первый класс с населением более 700 000 человек (только округ Солт-Лейк), второй класс с населением от 125 000 до 700 000 человек (четыре округа), третий класс с населением от 31 000 до 125 000 человек (шесть округов), четвёртый класс с населением от 12 000 до 31 000 человек (восемь округов), пятый класс с населением от 4500 до 12 000 человек (шесть округов) и шестой класс с населением менее 4500 человек (четыре округа).

## Список округов
В списке приведены 29 округов Юты в алфавитном порядке. Указана численность и плотность населения на 2010 год, площадь, год основания, расположение округа на карте штата и окружные центры. По федеральному стандарту обработки информации (FIPS) каждый округ имеет пятизначный код. Он состоит из кода штата (49 для Юты) и трёхзначного кода округа, приведённого в таблице.
| Название                            | FIPS | Окружной центр | Год образо- вания | Происхождение названия | Выделен из                    | Населе- ние (2010) | Площадь, км² (2010) | Плотность (чел./км²) | На карте штата |
| ----------------------------------- | ---- | -------------- | ----------------- | --- | ----------------------------- | ------------------ | ------------------- | -------------------- | -------------- |
| Айрон (англ. Iron County)           | 021  | Парован        | 1850              | месторождения железа к западу от Сидар-Сити                                                                                                   | округ Парован                 | 46 163             | 8549,8              | 36,3                 |                |
| Бивер (англ. Beaver County)         | 001  | Бивер          | 1856              | большое количество бобров (англ. Beaver) на территории округа                                                                                 | округ Айрон                   | 6629               | 6713,1              | 6,6                  |                |
| Бокс-Элдер (англ. Box Elder County) | 003  | Бригам         | 1856              | большое количество клёна ясенелистного (англ. Box Elder) на территории округа                                                                 | округ Уибер                   | 49 975             | 17428,9             | 22,5                 |                |
| Вашингтон (англ. Washington County) | 053  | Сент-Джордж    | 1852              | президент США Джордж Вашингтон | —                             | 138 115            | 6293,5              | 147,4                |                |
| Гарфилд (англ. Garfield County)     | 017  | Пангич         | 1882              | президент США Джеймс Гарфилд | округ Айрон                   | 5172               | 13489,3             | 2,6                  |                |
| Гранд (англ. Grand County)          | 019  | Моаб           | 1890              | река Гранд (сейчас переименована в Колорадо)                                                                                                  | округ Эмери                   | 9225               | 9540,7              | 6,5                  |                |
| Даггетт (англ. Daggett County)      | 009  | Манила         | 1919              | первый генеральный инспектор Юты Эллсуорт Даггетт                                                                                             | округ Юинта                   | 1059               | 1866,6              | 3,9                  |                |
| Дейвис (англ. Davis County)         | 011  | Фармингтон     | 1850              | капитан мормонского батальона Дэниэл Дэйвис                                                                                                   | —                             | 306 479            | 1642                | 2656,7               |                |
| Джуэб (англ. Juab County)           | 023  | Нифай          | 1852              | индейское слово, означающее «долина жажды» | —                             | 10 246             | 8822,5              | 7,8                  |                |
| Душейн (англ. Duchesne County)      | 013  | Душейн         | 1913              | существует около 7 предположений происхождения названия (от индейского слова, означающего «тёмный каньон», до фамилии французского поселенца) | округ Уосатч                  | 18 607             | 8432,8              | 14,9                 |                |
| Карбон (англ. Carbon County)        | 007  | Прайс          | 1894              | крупные месторождения угля в округе | округ Эмери                   | 21 403             | 3845                | 37,5                 |                |
| Каш (англ. Cache County)            | 005  | Логан          | 1857              | тайники (англ. Cache) трапперов | округ Уибер                   | 112 656            | 3038,1              | 250,5                |                |
| Кейн (англ. Kane County)            | 025  | Канаб          | 1864              | адвокат и военный Томас Кейн, который способствовал миграции мормонов на запад                                                                | округ Вашингтон               | 7125               | 10641               | 4,6                  |                |
| Миллард (англ. Millard County)      | 027  | Филмор         | 1851              | президент США Миллард Филлмор | округ Айрон                   | 12 503             | 17684,2             | 4,9                  |                |
| Морган (англ. Morgan County)        | 029  | Морган         | 1862              | апостол церкви Иисуса Христа Святых последних дней Джедедайя Морган Грант                                                                     | округ Дейвис                  | 9469               | 1582,3              | 40,3                 |                |
| Пайют (англ. Piute County)          | 031  | Джанкшен       | 1865              | индейское племя пайюты | округ Бивер                   | 1556               | 1983,2              | 5,3                  |                |
| Рич (англ. Rich County)             | 033  | Рэндольф       | 1864              | апостол церкви Иисуса Христа Святых последних дней Чарльз Рич                                                                                 | округ Каш                     | 2264               | 2813,7              | 5,7                  |                |
| Саммит (англ. Summit County)        | 043  | Колвилл        | 1854              | 39 самых высоких вершин (англ. Summit) Юты, расположенных в округе                                                                            | округа Солт-Лейк и Грин-Ривер | 36 324             | 4874,3              | 50,3                 |                |
| Санпит (англ. Sanpete County)       | 039  | Мантай         | 1849              | индейское слово saimpitsi, означающее «люди из камышей»                                                                                       | —                             | 27 822             | 4150,6              | 45,3                 |                |
| Сан-Хуан (англ. San Juan County)    | 037  | Монтиселло     | 1880              | река Сан-Хуан | округа Кейн, Айрон и Пайют    | 14 746             | 20546,8             | 4,9                  |                |
| Севир (англ. Sevier County)         | 041  | Ричфилд        | 1862              | река Севир | округ Санпет                  | 20 802             | 4968,6              | 28,2                 |                |
| Солт-Лейк (англ. Salt Lake County)  | 035  | Солт-Лейк-Сити | 1849              | Большое Солёное озеро | —                             | 1 029 655          | 2091,1              | 3592,7               |                |
| Туэле (англ. Tooele County)         | 045  | Туэле          | 1849              | индейское слово tuuwiita, означающее «чёрный медведь»                                                                                         | —                             | 58 218             | 18870,9             | 21,7                 |                |
| Уибер (англ. Weber County)          | 057  | Огден          | 1849              | река Уибер, впадающая в Большое Солёное озеро                                                                                                 | —                             | 231 236            | 1707,8              | 1039,6               |                |
| Уосатч (англ. Wasatch County)       | 051  | Хебер-Сити     | 1862              | индейское слово, означающее «горный проход»                                                                                                   | округа Юта и Санпит           | 23 530             | 3123,5              | 51,8                 |                |
| Уэйн (англ. Wayne County)           | 055  | Лоа            | 1892              | Уэйн Робинсон, сын члена легислатуры Юты Уиллиса Робинсона                                                                                    | округ Пайют                   | 2778               | 6388,2              | 2,9                  |                |
| Эмери (англ. Emery County)          | 015  | Касл-Дейл      | 1880              | губернатор территории Юта Джордж Эмери | округ Санпит                  | 10 976             | 11581,9             | 6,4                  |                |
| Юинта (англ. Uintah County)         | 047  | Вернал         | 1880              | индейское племя юинта народа ютов | округ Уосатч                  | 32 588             | 11658,6             | 18,8                 |                |
| Юта (англ. Utah County)             | 049  | Прово          | 1849              | индейский народ юты | —                             | 516 564            | 5553,2              | 667,8                |                |

## Упразднённые округа
Часть из нижеперечисленых округов были упразднены или вошли в состав других округов или территорий:
| Название                              | Образован       | Упразднён       | Нынешнее положение                                                                                         |
| ------------------------------------- | --------------- | --------------- | --- |
| Карсон (англ. Carson County)          | 17 января 1854  | 14 января 1857  | Штат Невада                                                                                                |
| Карсон (англ. Carson County)          | 17 января 1859  | 2 марта 1861    | Штат Невада                                                                                                |
| Сидар (англ. Cedar County)            | 5 января 1856   | 17 января 1862  | Округ Юта                                                                                                  |
| Дезерт (англ. Desert County)          | 3 март 1852     | 17 января 1862  | Округа Бокс-Элдер и Туэле и штат Невада                                                                    |
| Гризвуд (англ. Greasewood County)     | 5 января 1856   | 17 января 1862  | Округ Бокс-Элдер                                                                                           |
| Грин-Ривер (англ. Green River County) | 3 марта 1852    | 22 декабря 1857 | Округа Каш, Уибер, Морган, Дейвис, Уосатч, Саммит, Душейн, Карбон и Юта, а также штаты Вайоминг и Колорадо |
| Грин-Ривер (англ. Green River County) | 17 января 1859  | 16 февраля 1872 | Округа Каш, Уибер, Морган, Дейвис, Уосатч, Саммит, Душейн, Карбон и Юта, а также штаты Вайоминг и Колорадо |
| Гумболдт (англ. Humboldt County)      | 5 января 1856   | 2 марта 1861    | Штат Невада                                                                                                |
| Малад (англ. Malad County)            | 5 января 1856   | 17 января 1862  | Округ Бокс-Элдер                                                                                           |
| Рио-Вирджин (англ. Rio Virgin County) | 18 февраля 1869 | 16 февраля 1872 | Округ Вашингтон, штаты Невада и Аризона                                                                    |
| Сент-Мэрис (англ. St. Mary’s County)  | 5 января 1856   | 2 марта 1861    | Штат Невада                                                                                                |
| Шамбип (англ. Shambip County)         | 12 января 1856  | 17 января 1862  | Округ Туэле                                                                                                |